# فرانك لويسان
فرانك لويسان (22 أكتوبر 1949 - 5 فبراير 2021) رسام من هايتي.

## السيرة الشخصية
بعد دراسته في مدرسة ليسيه أنتينور في العاصمة بورت أو برانس، التحق لويسان بمركز بورت أو برنس للفنون، حيث قام بالتدريس لاحقًا. كما قام بالتدريس في المدرسة الوطنية للفنون من عام 1983 حتى وفاته.
اتبع لويسان أسلوبًا تصويريًا للعمل الفني مع معالم من جميع أنحاء هايتي، سواء في المناطق الحضرية أو الريفية. كان أسلوبه مشابهًا للواقعية المفرطة، مما أعطى السينوغرافيا مظهرًا طبيعيًا للغاية كان شائعًا مع الفنانين الهولنديين في القرن السادس عشر.
توفي فرانك لويسان في بيتيون فيل في 5 فبراير 2021 عن عمر يناهز 71 عامًا.